# ماركوس بريجستوك
ماركوس ألكسندر بريجستوك (مواليد8 مايو 1973) هو ممثل هزلي. عمل في التلفزيون والراديو والمسرح الموسيقي . ظهر في العديد من البرامج التلفزيونية والإذاعية في بي بي سي .

## النشأة
هو ابن السمسار نايك بريجستوك من ويلز، ينحدر من عائلة ذات طبقة راقية، وهو ابن كارول، ابنة قائد السلاح الجوي إيرل مارشيل، السيد والتري بريتي. نشأ ماركوس في مقاطعة ساري وتلقى تعليمه في مدرسة سانت إدموند في قرية هيندهيد بساري، وفي مدرسة ويستبورن هاوس في تشيشتر، ويست ساسكس، والمدرسة الملكية في بروتون، سومرست، وكلية فولهام وهامرسميث في غرب لندن. ثم التحق بجامعة بريستول حيث درس الدراما، لكنه لم يكمل تحصيله العلمي.